# Cypholophus friesianus
Cypholophus friesianus är en nässelväxtart som beskrevs av H. Winkl.. Cypholophus friesianus ingår i släktet Cypholophus och familjen nässelväxter. Inga underarter finns listade i Catalogue of Life.